# محمد بن حسان الضبي
محمد بن حسان الضبي ( توفي سنة 230هـ - 845م )، أبو عبد الله، أديب وشاعر، ضمَّه المأمون إلى العباس ولده يؤدبه.

ترجم له الزركلي في كتابه الأعلام قائلاً: «محمد بن حسان الضبي: أديب ، من ولاة الاعمال ، له شعر. أدّب أولاد المأمون العباسي ، فولاه مظالم الجزيرة و قنسرين والعواصم والثغور ( سنة 215هـ ‌) ثم زاده مظالم الموصل وأرمينية ، وولاه
المعتصم مظالم الرقة ( سنة 224هـ ) وأقره الواثق عليها.»

## شعره
وقال عند موت الذين كان يؤدبهم: